# Hoàng Thị Tình
Hoàng Thị Tình, född 4 juni 1994, är en vietnamesisk judoutövare.

## Karriär
Vid olympiska sommarspelen 2024 i Paris blev Tình utslagen i sextondelsfinalen i 48 kg-klassen av tunisiska Oumaima Bedioui.